# 233-тя стрілецька дивізія (СРСР, II формування)
233-тя стрілецька Кременчуцько-Знам'янська Червонопрапорна дивізія — стрілецька дивізія, загальновійськове з'єднання РСЧА в часи німецько-радянської війни.

## Історія з'єднання
Дивізія сформована в березні-травні 1942 року в місті Кірові (Уральський військовий округ) на базі розформованої 34-ї окремої стрілецької бригади.
З червня до серпня 1942 року підпорядкована командуванню Московської зони оборони. Потім перекинута на Воронезький фронт, в складі якого, а потім Донського (24-та армія) брала участь у обороні Сталінграду. З 8 лютого по 8 липня 1943 року — в резерві Ставки ВГК.
В складі військ Степового, а потім 2-го Українського фронту брала участь у визволенні Лівобережної України, форсування Дніпра та наступу на кіровоградському напрямку. В ході запеклих боїв у взаємодії з іншими з'єднаннями фронту дивізія звільнила міста Кременчук і Знам'янку. 29 вересня 1943 року на відзначення здобутої перемоги і визволення міста Кременчук наказом Верховного головнокомандувача дивізії присвоєне почесне найменування «Кременчуцька», а 10 грудня — «Знам'янська».
За бойові заслуги з'єднання нагороджене орденом Червоного Прапора. 
26 грудня 1944 року, діючи у складі 57-ї армії, дивізія зазнала значних втрат у боях з частинами 1-ї козачої дивізії РОА в районі хорватських населених пунктів Вировитиця і Пітомача.
Бойові дії дивізія завершила 9 травня 1945 року.

## Бойовий склад
- 572-й стрілецький полк,
- 703-й стрілецький полк,
- 734-й стрілецький полк,
- 684-й артилерійський полк,
- 321-й окремий винищувальний протитанковий дивізіон,
- 275-та розвідувальна рота,
- 341-й саперний батальйон,
- 606-й окремий батальйон зв'язку (окрема рота зв'язку),
- 284-й медико-санітарний батальйон,
- 278-ма окрема рота хімзахисту,
- 298-ма автотранспортна рота,
- 387-ма польова хлібопекарня,
- 857-й дивізійний ветеринарний лазарет,
- 1535-та польова поштова станція,
- 1637-ма польова каса Держбанку.

## Командири
Дивізією командували:
- полковник Панков Г. П. (16.05.1942 — 20.09.1942);
- полковник Баринов Й. Ф. (24.09.1942 — 05.02.1943);
- полковник Вронський Я. Н. (06.02.1943 — 26.07.1943);
- полковник Соколов Ю. І. (27.07.1943 — 23.10.1943);
- полковник Щеглов І. Ф. (24.10.1943 — 30.11.1943);
- полковник Водопьянов І. М. (09.03.1944 — 03.06.1944);
- полковник Сидоренко Т. І. (04.06.1944 — 10.03.1945);
- генерал-майор Бережнов Ф. П. (11.03.1945 — 09.05.1945);.